# محمد علي العمري
محمد علي العمري (1911 - 2011) فقية وعالم دين شيعي سعودي وناشط حقوقي في المملكة العربية السعودية والمرجع الأول للشيعة في المدينة المنورة.

## مولده ونشأته
ولد في عام 1332هـ الموافق 1911 م.ووالده هو علي العمري. توجه العمري إلى النجف بداية عام 1349هـ وكان عمره حينا ذاك ما بين 15 - 16 سنة لم يبلغ الحلُم حين خروجه من المدينة وصل إلى منطقة فدك واستراح فيها من عناء السفر ثم أكمل مشواره عن طريق حائل وكان معه الشيخ مبارك على ركب الجمال مع الدليل للطريق إلى أن وصلوا حائل ومن هناك ركبو مع القافلة التي اوصلتهم إلى السماواه في 17 صفر 1349هـ ومن ثم ركب القطار وتوجه إلى نهر الفرات فاغتسل وتتطهر وذهب مشياًعلى الأقدام إلى أن وصلوا قبر الحسين في 20 صفر 1349هـ وكأنه يروي لنا حكاية جابر الأنصاري وكانت أول زيارة له بعد عودة والده من العراق وبقي هناك 11 شهراً.
وادعى أنه رأى في منامه أنه ذهب إلى مجلس محمد علي بحر العلوم والذي يبدأ قبل الظهر لإقامة المأتم وبحضور جميع الخطباء حيث رأى الإمام علي جالساً في غرفة قرب الباب الخارجي مفروشة من السجاد المصنوع من الخيزران (( الحصير)) ووصل إليه قال له: أنا أتيت لزيارة زائر ولدي الحسين الشيخ (( رجب)) والشيخ رجب من منطقة التبت على حدود الصين فقال له نعم مولاي فقال له : أنت تذهب إلى المدينة؟ فقال له نعم فقال إذا ذهبت إلى المدينة بالعجل إرجع لأنه فيما بعد يصيح الويل ثم انتبه من نومه وكان قبل الفجر بساعة ثم ذهب إلى حضرة الإمام علي وصلى الفجر وضل في الحضرة إلى الصباح وعند عودته إلى منزله وإذا بثلاثة رجال يأتون إليه لينقلوا له نبأ وفاة والده علي العمري وهم : عبد الحميد الحبوبي، وعبد شنًون تاجر اباتشي وسعيد الصراف حيث تأثر بهذا البنأ وأقام عزاء في حضرة الإمام علي شمله بعنايته ورعايته المرجع أبو الحسن الأصفهاني 
ومن ثم توجه إلى أبو الحسن الأصفهاني أحد العلماء الكبار حين ذلك الوقت وأمر عبد الغفار أحد تلامذته بأن يقيم عزاء في مدرسة الشربياني. وبعد ثلاثة أشهر طلب من أبو الحسن الأصفهاني أن يذهب إلى المدينة لإستخلاص أمور والده وما يترب عليه وأعطاه أبو الحسن نيابة حج وقال له إرجع إلينا بالعجل ورجع المدينة في عام 1350هـ وظل سنه كامله ثم رجع إلى العراق وبدء دراسة المقدمات حتى أنهى السطوح العالية.

## عودة للمدينة المنورة
عاد محمد علي العمري إلى المدينة المنورة في عام 1370هـ الموافق 1950م. تزعم الطائفة الشيعية بالمدينة المنورة وتحمل مسؤولياته الكبرى في رعايتها وتوجيهها كما كان وكيلا عاملاً لعدد كبير من المراجع العظام ومنهم : 
أبو الحسن الأصفهاني. 
محسن الحكيم 
محمد حسن آل ياسين السيد الميلاني.
أبو القاسم الخوئي.
هادى الشيرازي.
الشاهرودي
عبد الأعلى السبزواري.
محمد رضا كلبيكاني.
علي السيستاني
محمد سعيد الحكيم.
محمد اسحاق فياض.
بشير النجفي
وبعض المراجع في إيران والعراق ولبنان.
كما قام بالعديد من الخدمات للشيعة في المدينة المنورة وقام بإنشاء الكثير من الأماكن العبادية للشيعه في المدينة كالحسينيات’’. إلى أن صبر وتحمل عناء المرض ومن ثم مات

## أساتذته[1]
1. باقر الشخص.
2. محمد تقي الفقيه.
3. حسين الحلي.
4. محمد جواد مغنية.
5. كما حضر فترة من الدرس لدى المرجع النائيني.
6. شمله بعنايته ورعايته المرجع أبو الحسن الأصفهاني. وعند وفاة والده علي العمري أقام له المرجع أبو الحسن الأصفهاني مجالس الفاتحة لمدة ثلاثة أيام في الصحن الحيدري بالنجف.

## وفاته
كانت وفاته بالمدينة المنورة في يوم الإثنين يوم العشرين من صفر من سنة 1432 هـ. ودفن في بقيع الغرقد صباح يوم الخميس 23 صفر 1432هـ.